# Dueñas, Iloilo

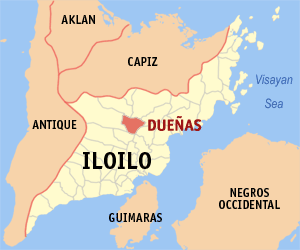
Bản đồ Iloilo với vị trí của Dueñas

Dueñas là một đô thị hạng 4 ở tỉnh Iloilo, Philippines. Theo điều tra dân số năm 2000 của Philipin, đô thị này có dân số 30.882 người trong 5.850 hộ.

## Các đơn vị hành chính
Dueñas được chia ra 47 barangay.
| - Agutayan - Angare - Anjawan - Baac - Bagongbong - Balangigan - Balingasag - Banugan - Batuan - Bita - Buenavista - Bugtongan - Cabudian - Calaca-an - Calang - Calawinan | - Capaycapay - Capuling - Catig - Dila-an - Fundacion - Inadlawan - Jagdong - Jaguimit - Lacadon - Luag - Malusgod - Maribuyong - Minanga - Monpon - Navalas - Pader | - Pandan - Ponong Grande - Ponong Pequeño - Purog - Romblon - San Isidro - Santo Niño - Sawe - Taminla - Tinocuan - Tipolo - Poblacion A - Poblacion B - Poblacion C - Poblacion D |